# Jan Kaplický

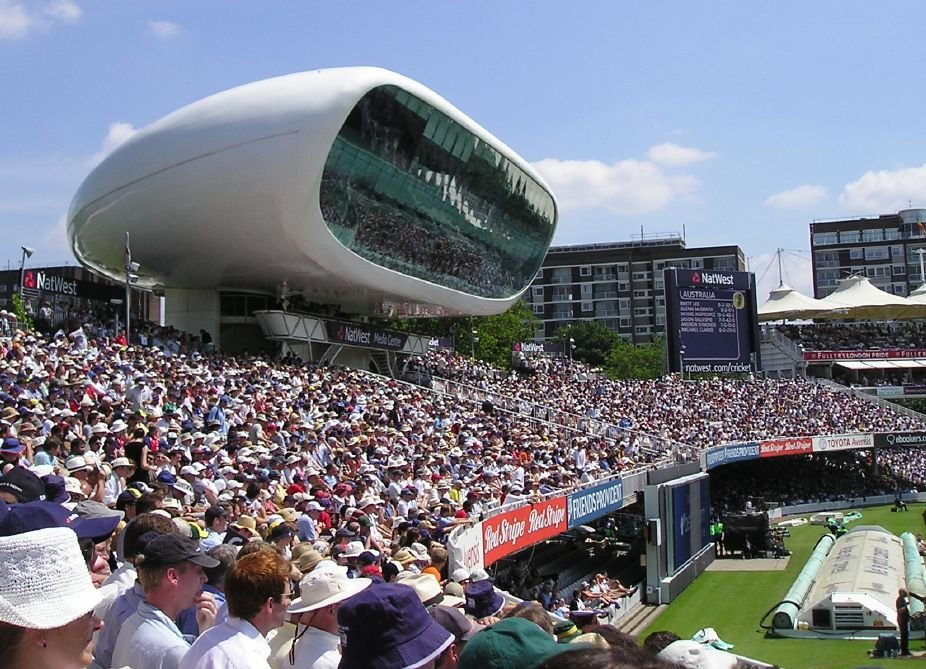
Mediacentrum van Lord's Cricket Ground

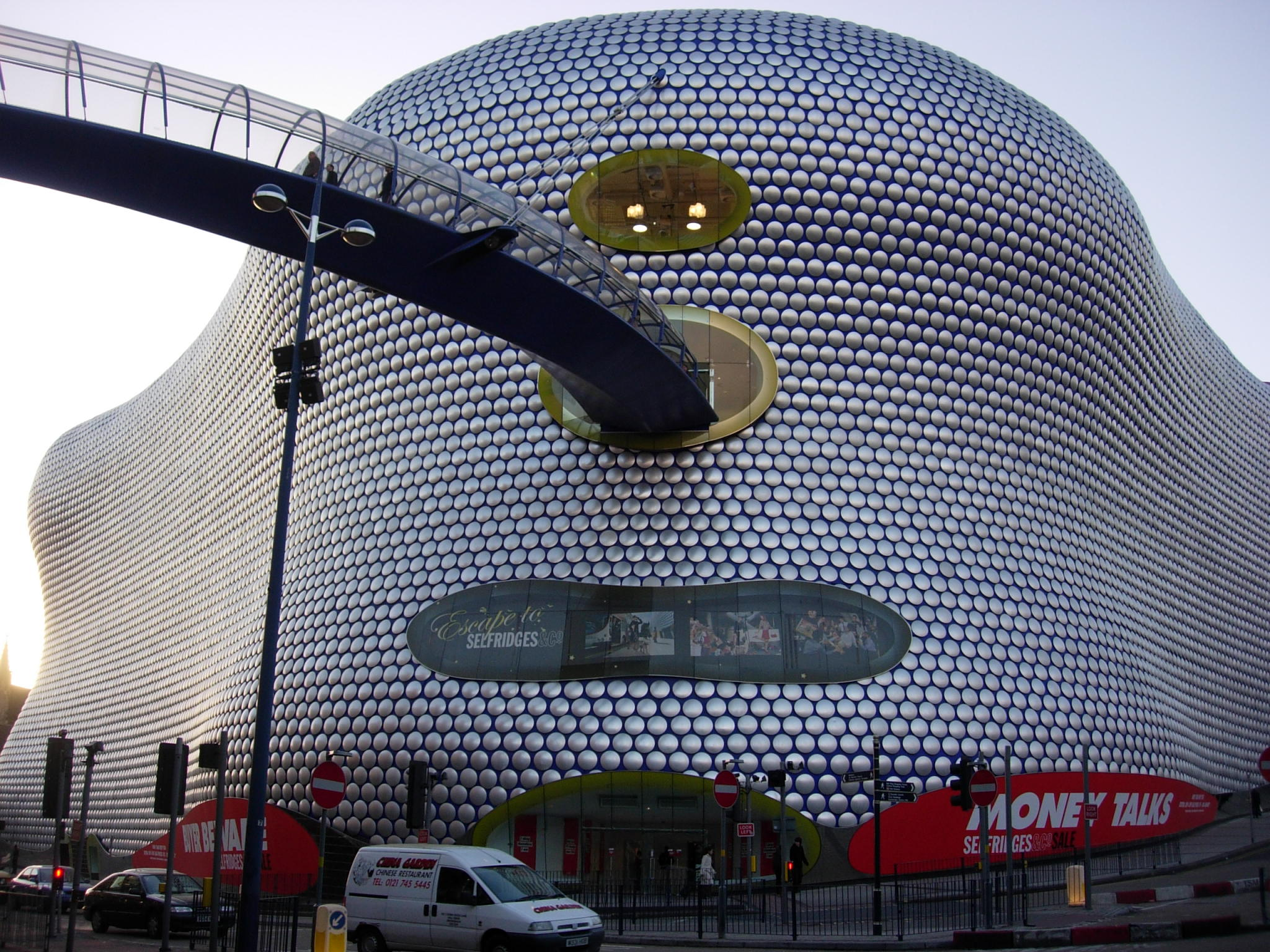
Selfridges Birmingham

Jan Kaplický (Praag, 18 april 1937 - aldaar, 14 januari 2009) was een Brits architect van Tsjechische afkomst. Hij is de hoofdarchitect van het bureau Future Systems. Enkele van zijn bekendste projecten zijn het futuristische gebouw van warenhuisketen Selfridges in Birmingham en het mediacentrum van de Lord's Cricket Ground in Londen. 
Nadat Kaplický het begin van zijn leven had doorgebracht in Tsjecho-Slowakije vluchtte hij na de Praagse Lente, tijdens de inval van de Sovjet-Unie in 1968, naar Londen. In Tsjechoslowakije had Kaplický al enkele jaren als architect gewerkt, in Engeland werkte hij van 1969 tot 1971 voor Denys Lasdun. In de daarop volgende jaren, van 1971 tot 1973, was Jan Kaplický werkzaam bij het bureau van Renzo Piano en Richard Rogers. Samen met hen ontwikkelde hij het ontwerp voor het Centre Pompidou in Parijs. Omdat hij in die tijd nog geen Brits paspoort had, was het niet mogelijk mee te verhuizen naar Parijs, waar het bureau van Piano en Rogers wel naartoe ging. Nadat Kaplický kort werkte bij Spencer & Webster ging hij aan de slag bij Foster Associates, tegenwoordig Foster and Partners geheten.
In 1979 richtte Jan Kaplický samen met David Nixon het architectenbureau Future Systems op. In de beginjaren van het bureau was Future Systems niet erg succesvol. Het eerste grote project dat het bureau binnensleepte was de bouw van het nieuwe mediacentrum van Lord's Cricket Ground in 1994, die uiteindelijk in 1999 de Stirling Prize won. Deze prijs, uitgereikt door de Royal Institute of British Architects, is de meest prestigieuze architectuurprijs in het Verenigd Koninkrijk.
In 2007 won Kaplický met zijn bureau een competitie in zijn geboorteland. Zijn ontwerp voor de nieuwe nationale bibliotheek in Praag werd uit de acht inzendingen gekozen.